# Neoseiulus parvipilis
Neoseiulus parvipilis är en spindeldjursart som först beskrevs av Athias-Henriot 1978.  Neoseiulus parvipilis ingår i släktet Neoseiulus och familjen Phytoseiidae. Inga underarter finns listade i Catalogue of Life.